# Diocesi di Šiauliai
La diocesi di Šiauliai (in latino Dioecesis Siauliensis) è una sede della Chiesa cattolica in Lituania suffraganea dell'arcidiocesi di Kaunas. Nel 2022 contava 194.358 battezzati su 222.686 abitanti. È retta dal vescovo Darius Trijonis.

## Territorio
La diocesi comprende gran parte della contea di Šiauliai.
Sede vescovile è la città di Šiauliai, dove si trova la cattedrale dei Santi Pietro e Paolo. Presso Šiauliai si trova la famosa Collina delle Croci, meta di pellegrinaggio.
Il territorio è suddiviso in 5 decanati e in 68 parrocchie.

## Storia
La diocesi è stata eretta il 28 maggio 1997, ricavandone il territorio dall'arcidiocesi di Kaunas e dalle diocesi di Panevėžys e di Telšiai.

## Cronotassi dei vescovi
Si omettono i periodi di sede vacante non superiori ai 2 anni o non storicamente accertati.
- Eugenijus Bartulis (28 maggio 1997 - 8 dicembre 2024 ritirato)
- Darius Trijonis, succeduto l'8 dicembre 2024

## Statistiche
La diocesi nel 2022 su una popolazione di 222.686 persone contava 194.358 battezzati, corrispondenti all'87,3% del totale.
| anno | popolazione | popolazione | popolazione | presbiteri | presbiteri | presbiteri | presbiteri                | diaconi | religiosi | religiosi | parrocchie |
| anno | battezzati  | totale      | %           | numero     | secolari   | regolari   | battezzati per presbitero | diaconi | uomini    | donne     | parrocchie |
| ---- | ----------- | ----------- | ----------- | ---------- | ---------- | ---------- | ------------------------- | ------- | --------- | --------- | ---------- |
| 1999 | 268.400     | 362.400     | 74,1        | 64         | 58         | 6          | 4.193                     | 1       | 9         | 31        | 67         |
| 2000 | 271.741     | 362.321     | 75,0        | 64         | 56         | 8          | 4.245                     |         | 13        | 31        | 67         |
| 2001 | 271.850     | 362.400     | 75,0        | 67         | 59         | 8          | 4.057                     |         | 13        | 31        | 67         |
| 2002 | 260.700     | 350.200     | 74,4        | 63         | 55         | 8          | 4.138                     |         | 29        | 35        | 67         |
| 2003 | 270.656     | 339.785     | 79,7        | 64         | 53         | 11         | 4.229                     |         | 23        | 35        | 67         |
| 2004 | 269.861     | 338.680     | 79,7        | 65         | 54         | 11         | 4.151                     | 2       | 23        | 32        | 67         |
| 2010 | 254.510     | 336.012     | 75,7        | 66         | 56         | 10         | 3.856                     | 2       | 21        | 25        | 68         |
| 2014 | 247.200     | 329.000     | 75,1        | 67         | 57         | 10         | 3.689                     |         | 13        | 4         | 68         |
| 2017 | 243.600     | 323.200     | 75,4        | 67         | 56         | 11         | 3.635                     |         | 14        | 3         | 69         |
| 2020 | 237.000     | 315.700     | 75,1        | 67         | 53         | 14         | 3.537                     |         | 17        | 2         | 68         |
| 2022 | 194.358     | 222.686     | 87,3        | 61         | 50         | 11         | 3.186                     |         | 14        | 4         | 68         |